# Filipino Premier League
La Filipino Premier League fou la màxima competició de futbol a les Filipines l'any 2008, regulada per la Philippine Football Federation (PFF).

## Història
Fou anunciada el 2 d'agost de 2008 i començà el 21 de setembre de 2008. No fou completament professional.
Inicialment es suposava que s'havien de disputar tres lligues regionals, a Luzon, Visayas, i Mindanao, seguit d'un campionat nacional disputat el 2009, però els campionats de Visayas i Mindanao no s'arribaren a celebrar.
Fou substituïda la temporada següent per la United Football League.

## Clubs
- Arirang F.C.
- Ateneo F.C.
- Diliman F.C.
- Giligan's F.C.
- Mendiola United F.C.
- Pasargad F.C.
- Philippine Army F.C.
- Union F.C.

## Historial
Font:
- 2008: Philippine Army

## Filipino Premier League 2008

### Fase de grups
Entre el 21 de setembre de 2008 i el 14 de desembre de 2008.
| Equip           | PJ | G | E | P | GF | GC | DF  | Pts |
| --------------- | -- | - | - | - | -- | -- | --- | --- |
| Giligan's       | 6  | 4 | 2 | 0 | 19 | 10 | +9  | 14  |
| Philippine Army | 6  | 4 | 2 | 0 | 14 | 6  | +8  | 14  |
| Mendiola United | 5  | 3 | 1 | 1 | 29 | 7  | +22 | 10  |
| Pasargad        | 6  | 3 | 0 | 3 | 13 | 9  | +4  | 9   |
| Ateneo          | 7  | 3 | 0 | 4 | 12 | 16 | −4  | 9   |
| Arirang         | 5  | 2 | 0 | 3 | 10 | 21 | −11 | 6   |
| Diliman         | 6  | 1 | 0 | 5 | 4  | 19 | −15 | 3   |
| Union           | 5  | 0 | 1 | 4 | 5  | 18 | −13 | 1   |

### Ronda final

#### Semifinals
| Philippine Army                          | 3–1 (pr.) | Pasargad   |
| ---------------------------------------- | --------- | ---------- |
| Gener 52' · Bretana 114' · Margarse 118' | Report    | Leyble 49' |

| Mendiola United | 1–2 (pr.) | Giligan's              |
| --------------- | --------- | ---------------------- |
| Orcullo 14'     | Report    | Palmes 57' · Tonog 69' |

#### Tercer lloc
| Mendiola United | 0–2    | Pasargad |
| --------------- | ------ | -------- |
|                 | Report |          |

#### Final
| Philippine Army         | 2–0    | Giligan's |
| ----------------------- | ------ | --------- |
| Becite 30' · Romano 76' | Report |           |